# Andreas Wolf (Fußballspieler, 1958)
Andreas Wolf (* 11. September 1958 in Riesa) ist ein ehemaliger deutscher Fußballspieler in der Abwehr. Er spielte für die BSG Stahl Riesa und die BSG Energie Cottbus in der DDR-Oberliga.

## Karriere
Wolf durchlief die Jugendabteilungen bei der BSG Stahl Riesa bis zur ersten Mannschaft. Er debütierte am 6. Spieltag der Oberliga-Saison 1976/77, als er am 6. Oktober 1976 beim 1:1-Unentschieden gegen den Halleschen FC Chemie in der Startelf stand. In der laufenden Saison kam er zu weiteren neun Einsätzen. Während seiner Wehrdienstzeit spielte er bei der ASG Vorwärts Dessau II. Danach kehrte Wolf 1979 zurück zu Stahl Riesa. In den folgenden zwei Spielzeiten kam er insgesamt zu 23 Einsätzen, wobei er insbesondere 1979/80 häufig eingewechselt wurde. 1982 schloss er sich der BSG Energie Cottbus an, die in der zweitklassigen DDR-Liga spielte. 1982/83 wurde Wolf in 16 Spielen eingesetzt, ein Jahr später waren es schon 21, in denen er ein Tor schoss. In den folgenden zwei Spielzeiten gehörte er unumstritten zum Stammpersonal und verpasste nur zwei Spiele. Nach dem Aufstieg in die Oberliga 1986 absolvierte Wolf 25 Spiele. Es folgte der direkte Wiederabstieg. 1987/88 schoss er drei Tore in 25 Spielen für Energie Cottbus. Anschließend wechselte er 1989 zum Ligakonkurrenten BSG Aktivist Brieske-Senftenberg, wo er direkt Stammspieler war. In 28 Einsätzen gelangen ihm drei Tore. Bereits nach einer Saison schloss er sich der BSG Lokomotive Cottbus, wo er nach 1991 seine aktive Karriere beendete.
In der Folgezeit wirkte Wolf bei mehreren unterklassigen Vereinen als Trainer.